# Combinada nòrdica als Jocs Olímpics d'hivern de 1948
Als Jocs Olímpics d'Hivern de 1948 celebrats a la ciutat de Sankt Moritz (Suïssa) es disputà una prova de combinada nòrdica en categoria masculina. La competició se celebrà entre els dies 1 (prova de 18 quilòmetres d'esquí de fons) i el 2 de febrer (prova de salt amb esquís) de 1948 a les instal·lacions de Sankt Moritz.

## Comitès participants
Hi participaren un total de 39 esportistes de 13 comitès nacionals diferents.
| - Àustria (4) - Bulgària (1) - Canadà (1) - Estats Units (4) - Finlàndia (4) |  | - França (2) - Itàlia (3) - Iugoslàvia (1) - Noruega (4) |  | - Polònia (4) - Suècia (3) - Suïssa (4) - Txecoslovàquia (4) |

## Resum de medalles
| Or          | Argent         | Bronze          |
| Heikki Hasu | Martti Huhtala | Sven Israelsson |

## Medaller
| Posició | País      | Or | Argent | Bronze | Total |
| 1       | Finlàndia | 1  | 1      | 0      | 2     |
| 2       | Suècia    | 0  | 0      | 1      | 1     |
|         |           |    |        |        |       |
| Total   | Total     | 1  | 1      | 1      | 3     |

## Resultats
| Pos. | Atleta               | Total  |
| ---- | -------------------- | ------ |
| 1    | Heikki Hasu          | 448,8  |
| 2    | Martti Huhtala       | 433,65 |
| 3    | Sven Israelsson      | 433,4  |
| 4    | Niklaus Stump        | 421,5  |
| 5    | Olavi Sihvonen       | 416,2  |
| 6    | Eilert Dahl          | 414,3  |
| 7    | Pauli Salonen        | 413,3  |
| 8    | Olaf Dufseth         | 412,6  |
| 9    | Erik Elmsäter        | 410,95 |
| 10   | Clas Haraldsson      | 410,75 |
| 11   | Olav Odden           | 409,15 |
| 12   | Kaare Østerdahl      | 404,2  |
| 13   | Alfons Supersaxo     | 400,4  |
| 14   | Alfredo Prucker      | 394    |
| 15   | Rizzieri Rodeghiero  | 388,8  |
| 16   | Josl Gstrein         | 381,7  |
| 17   | Theo Allenbach       | 376,1  |
| 18   | Gottlieb Perren      | 373,8  |
| 19   | René Jeandel         | 371,1  |
| 20   | Stefan Dziedzig      | 367,6  |
| 21   | Karl Martitsch       | 360,2  |
| 22   | Józef Krzeptowski    | 359,8  |
| 23   | Hubert Hammerschmied | 356,9  |
| 24   | Tone Razinger        | 352,45 |
| 25   | Tadeusz Kwapień      | 352,2  |
| 26   | Corey Engen          | 346,8  |
| 27   | Don Johnson          | 345,1  |
| 28   | Alberto Tassotti     | 342,1  |
| 29   | Gordon Wren          | 340,2  |
| 30   | Walter Jeandel       | 339,6  |
| 31   | Jaroslav Kadavý      | 338,6  |
| 32   | Bohumil Kosour       | 328,5  |
| 33   | Ralph Townsend       | 326,7  |
| 34   | Leopold Tajner       | 321,5  |
| 35   | Jaroslav Lukeš       | 320,9  |
| 36   | František Šimůnek    | 312,3  |
| 37   | Wilber Irwin         | 280    |
| 38   | Nikola Delev         | 262,1  |
| -    | Paul Haslwanter      | NF     |

NF: No finalitzà la prova.